# Zmeul
Zmeul este un film românesc din 2010 regizat de Genoveva Georgescu.